# Andrej Antic
Andrej Antic (* 1967 in Detmold) ist ein deutscher Sportjournalist mit Fachgebiet Tennis.

## Werdegang
Antic, Sohn einer Kauffrau und eines Opernsängers, studierte in Köln Sportwissenschaft und Anglistik, hernach durchlief er die Journalistenschule Axel Springer. 1993 erschien sein Werk Geschichte und Gegenwart einer Special-Interest Zeitschrift: Entwicklung des Tennis Magazin in drei Jahrzehnten. 1994 wurde er für das Tennis magazin tätig und stieg bei der Fachzeitschrift 2011 zum stellvertretenden Chefredakteur sowie Ende Oktober 2016 zum Chefredakteur auf.
Neben seiner Tätigkeit für das Tennis Magazin veröffentlichte Antic Beiträge in Tageszeitungen, darunter die Frankfurter Allgemeine Zeitung, die Süddeutsche Zeitung sowie das Hamburger Abendblatt, und wurde bereits von Medien wie Bild, Die Welt und Spox sowie in Veröffentlichungen englischsprachiger Medien, darunter Daily Express und The New York Times, als Fachmann für tennisbezogene Fragestellungen herangezogen.